# Vasilij Bezsmel'nicyn
Vasilij Viktorovič Bezsmel'nicyn (in russo Василий Викторович Безсмельницын?; Kozyrevsk, 18 gennaio 1975) è un ex sciatore alpino russo.

## Biografia
Bezsmel'nicyn esordì in campo internazionale in occasione dei Mondiali juniores di Geilo/Hemsedal 1991 e debuttò ai Giochi olimpici invernali a Lillehammer 1994, dove si classificò 34º nel supergigante e non completò la discesa libera, lo slalom gigante e la combinata; nella stessa stagione ai Mondiali juniores di Lake Placid vinse la medaglia d'argento nella discesa libera.
In Coppa del Mondo esordì il 13 gennaio 1995 a Kitzbühel in discesa libera (56º), conquistò il miglior piazzamento il giorno successivo nelle medesime località e specialità (51º) e prese per l'ultima volta il via il 1º febbraio 1998 a Garmisch-Partenkirchen in supergigante (56º); ai successivi XVIII Giochi olimpici invernali di Nagano 1998, sua ultima presenza olimpica, fu 24º nella discesa libera, 29º nel supergigante e non completò lo slalom gigante. Si ritirò al termine della stagione 1998-1999 e la sua ultima gara fu uno slalom speciale FIS disputato il 16 aprile a Elizovo; non prese parte a rassegne iridate.

## Palmarès

### Mondiali juniores
- 1 medaglia:
  - 1 argento (discesa libera a Lake Placid 1994)

### Campionati russi
- 5 medaglie (dati dalla stagione 1994-1995):
  - 2 ori (slalom gigante nel 1995; slalom gigante nel 1998)
  - 3 argenti (supergigante, slalom speciale nel 1995; slalom gigante nel 1997)